# Papa Esteve VII
Esteve VII (Roma, ? - 15 de març de 931) va ser Papa de l'Església Catòlica de 928 a 931. Sisè papa del període conegut com a "pornocràcia".
Era fill d'un noble romà anomenat Teodmond, aliat de Marozia, qui tenia el govern de Roma. Fou així com arribà a ser nomenat papa.
Del seu pontificat només es coneix que va confirmar privilegis per a algunes diòcesis de França i Itàlia. Sembla que fou assassinat quan la poderosa Marozia volgué nomenar papa al seu propi fill Joan (futur Joan XI).

## Biografia

### Orígens i eleccions
Fill de Teudemond, Esteve VII era d'origen romà (malgrat el nom alemany del pare) i, abans de les eleccions, va ser cardenal de Santa Anastasia. No sabem gairebé res de la seva vida i, igual que el seu predecessor, va ser un Papa "de transició", també triat per Marozia en espera de la successió al tron de Pere del seu fill Giovanni.

### Pontificat
Igual que amb altres papes de l'època, les dades històriques relatives a l'elecció i consagració són incertes: oscil·la entre desembre de 928 i gener 929.

#### Un papa cortesà
Del Papa Esteve VII no se sap res rellevant; tot i que va durar més temps que el del seu predecessor (dos anys i tres mesos), diu Ferdinand Gregorovius que «les seves obres són totes desconegut», excepte pel fet que, certament, atorgà alguns beneficis a abadies i monestirs i que va patir en gran manera la influència de Marozia (que va obtenir el títol inusual de senatrix Romanorum). Com Lleó VI, també Esteve VII va ser considerat una figura insignificant pels historiadors per als seus contemporanis: Liutprando no es va dignar ni tan sols esmentar-lo, passant de Joan X a Joan XI.
Esteve VII va morir el febrer de 931. Està enterrat a les grutes vaticanes. Flodoard de Reims el recorda amb aquest epitafi:
| « | Septimus hinc Stephanus binos praefulget in annos, / Aucto mense super, bisseno hoc Sole jugato, / Deposita post quod spatium sibi Sede locatur. Esteve VII brilla per dos anys, un mes i 12 dies, acabat el qual, després d'aquest període, deixant la seu vacant. | » |

## Canvi en la numeració
Abans del pontificat de Joan XXIII (1958-1963), aquest papa era Esteve VIII. En aquell temps, el Papa Esteve (752) fou esborrat de la llista oficial de Papes, ja que morí sense haver estat inventit bisbe (condició sine qua non). Des d'aleshores, per aclarir de quin papa s'està parlant, de vegades s'empra la nomenclatura Esteve VII (VIII).

## Note
1. 1 2 3  Rendina p. 319
2. 1 2 3 4 5  Piazzoni
3. 1 2  «Stefano VII».   vatican.va. [Consulta: 7 novembre 2015].
4. ↑  Gregorovius p. 1
5. ↑  Liutprando, p. 852
6. 1 2  Rendina p. 320
7. ↑  Moroni p.312